# Parasilaus afghanicus
Parasilaus afghanicus är en flockblommig växtart som först beskrevs av Alexander Gilli, och fick sitt nu gällande namn av Leute. Parasilaus afghanicus ingår i släktet Parasilaus och familjen flockblommiga växter. Inga underarter finns listade i Catalogue of Life.